# بيتر غراهام
بيتر غراهام (بالإنجليزية: Peter Graham)‏ (19 أبريل 1947 المملكة المتحدة - ) هو لاعب كرة قدم بريطاني يلعب كمهاجم.